# Mascarada (telenovela colombiana)
Mascarada es una telenovela colombiana producida por la programadora JES y transmitida por el Canal A entre los años 1996 y 1997. Estuvo protagonizada por la entonces debutante Juanita Acosta y el destacado actor Juan Ángel,  y las participaciones estelares de Rita Bendek, Cristóbal Errázuriz, Maritza Rodríguez, Marcela Agudelo y Carlos Congote.

## Sinopsis
Mariana Carbó (Juanita Acosta) es una joven que ha vivido como la hija secreta y bastarda de un poderoso hombre que no la acepta como su primogénita, todo con tal de evitarse problemas con su "gran" familia. Por tal, Mariana ha vivido aislada en un pueblito y apartada de su padre, quien la ha rechazado toda la vida, y quien vive feliz de la vida en La Gran Ciudad, sin importarle la suerte de Mariana, quien está prácticamente huérfana. Ella sueña ser feliz, y la gran oportunidad se le presenta cuando viaja a la Ciudad y conoce a Federico, el director de una agencia de modelaje. Ambos comienzan una relación amorosa, pero ella está condenada a repetir la historia de sus padres cuando descubra el desengaño: El galante Federico es un cazatalentos que juega con las niñas ingenuas y las desecha, esto ella lo descubre tras pasar la noche con él. El hombre empieza a alejarse de ella, ignorando sus llamadas e incumpliéndole sus promesas tanto de amor como laborales.
Mariana, devastada, jura vengarse del hombre que la burló y se adentra en el mezquino, frío y competitivo mundo del modelaje, consiguiendo volverse figura exclusiva de la agencia rival de la de Federico.
Pronto la fama de Mariana es tal que los jefes de Federico acaban proponiéndole a Mariana entrar a trabajar con ellos, ella acepta para poder vengarse de él.
Pero todo se complica cuando Mariana descubre que no sólo no ha podido superar su amor por él, sino que además,Federico resulta ser su cuñado, ya que es el esposo de Camila, su media hermana mayor. El matrimonio de la frígida Camila es un fracaso sin pies ni cabeza, pero Camila se empeña en retener a su esposo.
El triángulo de pasiones y la lucha por la felicidad y el amor comienza. Con la prensa amenazando con descubrir el romance de la afamada modelo y su cuñado, todo podría concluir en un escándalo que destruiría sus vidas y sus carreras.
Así que Mariana y Federico frente al mundo fingen no conocerse, pero Camila sospecha que su hermana bastarda y su marido se traen algo escondido, y no va a parar hasta desenmascararlos.

## Reparto
- Juana Acosta - Mariana Carbo
- Juan Ángel - Federico Castro
- Rita Bendek - Victoria Santacruz
- Cristóbal Errázuriz
- Maritza Rodríguez - Maritza López
- Marcela Agudelo - Camila Carvajal
- Carlos Congote
- Rosemary Cárdenas - Adela Linares
- Lianna Grethel - Tatiana Casafranco
- Andrea Guzmán - Paula Olano
- Claudia de Hoyos
- Martha Lucía Pereiro - Lucía Gómez
- Alexandra Serrano
- Ángela Vergara
- Samantha Torres[3]
- Adriana López
- Gustavo Angarita Jr. - Bernardo
- Juan Sebastián Aragón - Jairo
- Luigi Aycardi - Gabriel Ferrer
- Juan Carlos Serrano
- Diego Trujillo
- Pedro Roda
- Carolina Trujillo
- Gloria Zapata  - Soledad Carvajal
- Daniel Ochoa
- Cristina Umaña -Rebeca
- Marcela Vanegas - Raquel
- Andrés Sandoval - Alfonso
- Felipe Solano
- Gloria Gómez
- Humberto Dorado
- Marcela Angarita
- Luiza Riveros
- Jesús Velásquez
- Javier Montalvo
- Alejandro Buenaventura
- John Ceballos - Ricardo Maldini